# Teodimundo

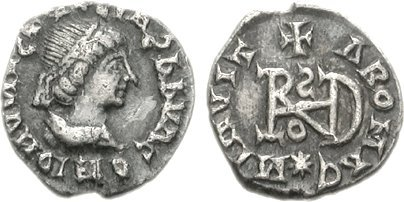
Síliqua de r.

Teodimundo (em latim: Theodimundus; em grego: Θευδιμούνδος; romaniz.: Theodimoúndos) foi um oficial bizantino de origem ostrogótica, ativo durante o segundo reinado do imperador Zenão (r. 476–491). Era filho do rei Amal Teodomiro (r. 465–474) como sua esposa Erelieva e irmão de Teodorico, o Grande (r. 474–526) e Amalafrida.
Teodimundo foi citado em 479, quando comandou a retaguarda do exército de seu Teodorico durante a invasão dele do Novo Epiro. Quando o general bizantino Sabiniano Magno atacou em Candávia, ele e sua mãe estavam com as carroças de bagagem, e ele só consegui escapar ao conseguir atravessar uma ponte e destruí-la, sacrificando assim a retaguarda gótica. Cerca de 2 000 carroças e mais de 5 000 cativos foram levados como butim.